# Thyridosmylus fuscus
Thyridosmylus fuscus är en insektsart som beskrevs av C.-k. Yang 1999. Thyridosmylus fuscus ingår i släktet Thyridosmylus och familjen vattenrovsländor. Inga underarter finns listade i Catalogue of Life.